# Мізецька Ірина Борисівна
Мізецька Ірина Борисівна (26 квітня 1911, с. Ріпки (тепер Чернігівської області) — 4 березня 1994 — український хімік, доктор хімічних наук (1972), професор (1981).

## Навчання
Закінчила Київський університет у 1937 році.

## Трудова діяльність
Трудову діяльність почала у 1937 році в Інституті хімічної технології АН УРСР (зараз Інститут органічної хімії НАН України).
До початку другої світової війни (1938—1940 рр.) І.Мізецька також працювала на посаді молодший науковий співробітник Інституту фізики АН УРСР. У 1940 році перейшла до Інституту загальної та неорганічної хімії АН УРСР. Тут вона займалась проблемами синтезу порошкоподібних напівпровідникових матеріалів та хімічним аналізом отриманих матеріалів.
У 1954 році вона повернулась до Інституту фізики АН УРСР, де обійняла посаду старший науковий співробітник. Нею були вперше отримані фоточутливі монокристали CdS з газової фази в атмосфері аргону, а через рік були синтезовані пластинчаті монокристали твердих розчинів CdSxSe1-x. Надалі відпрацьовувалась технологія вирощування великих монокристалів з заданими властивостями інших твердих розчинів на основі напівпровідникових сполук типу AIIBVI, зокрема, CdSxTe1-хта Zn1-xCdxS.
Втім, при створенні в 1960 році Інституту напівпровідників АН УРСР (зараз Інститут фізики напівпровідників ім. В.Є Лашкарьова НАН України) до його складу як структурна одиниця ввійшла і лабораторія хімії напівпровідників, яку очолила І.Мізецька.
В 1961 році лабораторія була реорганізована у відділ хімії напівпровідників, яким вона незмінно керувала до 1983 року.

## Наукова діяльність
В 1940 році вступила до аспірантури Київського державного університету ім. Тараса Шевченка, а згодом в Інституті загальної та неорганічної хімії (ІЗНХ) ім. М. С. Курнакова АН СРСР у Москві.
Наукові дослідження стосуються фізики та хімії напівпровідників та напівпровідникового матеріалознавства. Їй належать визначні результати в розробці методик вирощування монокристалів та плівок напівпровідникових сполук типу AIIBVI та твердих розчинів на їх основі, хімічного аналізу вирощених зразків та визначенню хімічної взаємодії цих напівпровідників з різними речовинами.
Вона підготувала одного доктора та 11 кандидатів наук.
Основні наукові напрямки:
- розробка ефективних методик вирощування монокристалічних зразків халькогенідів цинку та кадмію і твердих розчинів на їх основі.
- визначення концентрації домішок в монокристалах і плівках синтезованих напівпровідникових матеріалів та дослідження відхилення їхнього складу від стехіометрії.

### Наукові праці
І.Мізецька — автор майже 200 наукових публікацій, в тому числі двох монографій.
- Мизецкая И. Б. Экспрессный метод полярографического определения малых количеств меди в алюминиевых сплавах / И. Б. Мизецкая. — ЖПХ, 1946. — 190 с.
- Мизецкая И. Б. Полярографическое определение малых количеств свинца [с предварительным выделением последнего карбонатом кальция]. Зав. лаб. / И. Б. Мизецкая. — 1949. — № 4. — С. 410—411.
- Мизецкая, Ирина Борисовна.
- Физико-химические основы синтеза полупроводниковых монокристаллов / И. Б. Мизецкая, Л. Д. Буденная, Н. Д. Олейник . — Киев: Наукова думка, 1975 . — 75 с.

## Нагороди
- Державна премія Української РСР в галузі науки і техніки за цикл наукових досліджень в області хімії і технології напівпровідникових сполук типу AIIBVI (1981).
- Бронзова медаль імені М. С. Курнакова АН СРСР[2]